# Ченцов, Николай Николаевич
Ченцов, Николай Николаевич (19 февраля 1930 года, Москва — 5 июля 1992 года, Москва) — советский и российский учёный в области математики.

## Детство
Отец — Николай Гаврилович Ченцов (1882—1968) окончил математическое отделение физико-математического факультета Московского университета в 1904 году, работал научным сотрудником ЦАГИ с момента его основания (1918) до выхода на пенсию в 1958 году. Ученик и сотрудник Н. Е. Жуковского. Занимался решением задач теории упругости, теории композитов, газовой динамики и др. Большую известность получила его работа «Исследование фанеры как ортотропной пластинки». Мать — Екатерина Ивановна (урождённая Дорофеева) (1891—1960) окончила 5 курсов медицинского отделения Московских Высших женских курсов, до рождения сына работала фельдшером.
В 1941 году вместе с Институтом отца (ЦАГИ) семья была эвакуирована сначала в Казань, а затем в Новосибирск.
В Новосибирске до лета 1942 был членом кружка любителей космонавтики, в который кроме Николая входили ещё трое пятиклассников — Лурье, будущий пушкинист Марк Григорьевич Альтшуллер и известный в будущем писатель-фантаст Владимир Дмитриевич Михайлов, который рассказал об этом кружке в своём биографическом эссе «Хождение сквозь эры».
Через 20 лет В. Михайлов присвоил одному из героев своей первой повести слегка изменённую фамилию Николая.
Николай рано проявил интерес к математике. В восьмом классе (1944) пришёл в только что вернувшийся из эвакуации школьный математический кружок для старшеклассников при механико-математическом факультете МГУ, которым руководили Александр Семёнович Кронрод и Ольга Александровна Ладыженская (в то время аспирант и студентка), занятия продолжил в кружке под руководством аспиранта Евгения Борисовича Дынкина.
Получал премии на математических олимпиадах для школьников.

## Учёба в Университете
В 1947 году поступил на механико-математический факультет МГУ и очень активно включился в руководство математическим кружком для школьников, в проведение школьных математических олимпиад. Был ответственным секретарём и секретарём Совета по олимпиадам при Ректорате МГУ (одновременно с Р. В. Хохловым). Студентом стал одним из авторов трёхтомника «Избранные задачи и теоремы элементарной математики», вложив особенно много труда в третий том «Стереометрия».

## Научная работа
Научная работа Н. Н. Ченцова началась на семинаре Е. Б. Дынкина, под руководством которого он пишет дипломную работу «Асимптотическая теория статистических оценок».
В 1952 году с отличием окончил механико-математический факультет, получил официальную рекомендацию в аспирантуру МГУ, но по распоряжению И. Г. Петровского был направлен в Расчётное бюро МИАН им. В. А. Стеклова. Там в то время под руководством М. В. Келдыша разворачивались вычислительные работы по атомному проекту, был определён мнс в группу И. М. Гельфанда. По ходатайству И. Г. Петровского получил, в порядке исключения, возможность сочетать работу с учёбой в аспирантуре МИАН (заочно), где он продолжил занятия статистикой у Н. В. Смирнова.
С 1953 году в Отделении прикладной математики МИАН.
Участвовал в разработке алгоритмов и проведении расчётов в задачах переноса и рассеяния излучения по заданиям Я. Б. Зельдовича, А. Д. Сахарова и их сотрудников. За успешное выполнение работ был награждён орденом Трудового Красного Знамени (1956).
Участвовал в пионерской работе по расчёту нестационарного газодинамического течения при движении осесимметричной ударной волны. В этой работе были разработаны и реализованы оригинальный способ математического описания двумерного течения и вычислительный алгоритм решения подобных задач — «матричная прогонка».
Выполнил работу «Слабая сходимость случайных процессов с траекториями без разрывов второго рода и так называемый „эвристический“ подход к критериям согласия типа Колмогорова-Смирнова», что дало простейшее обоснование эвристического принципа Дуба (имеется в виду Йозеф Лео Дуб) вычисления асимптотических критериев типа Колмогорова-Смирнова предельным переходом от центральной эмпирической функции распределения к броуновскому мосту. Обобщение этих результатов дано в защищённой Н. Н. Ченцовым кандидатской диссертации «Обоснование статистических критериев методами случайных процессов» (1958).
С 1958 год по 1960 год, по совместительству, преподавал на механико-математическом факультете МГУ.1973-1974 годах — профессор.
В 1964 году предложил оригинальную геометрию статистических решений с категорией марковских отображений (обобщающей группу движений в обычной геометрии). В 1968 году защитил докторскую диссертацию «Общая теория статистического вывода».
Исследования Н. Н. Ченцова по теории вероятностей и математической статистике: принципы метода Монте-Карло, способы ускорения вычислений и обработок результатов; кубатурные формулы для кратных и бесконечно-кратных интегралов и др. внесли большой вклад в развитие и применение методов математического моделирования. В 1979 году Н. Н. Ченцов в коллективе авторов (Г.И. Марчук и др.) был награждён Государственной премией СССР.
В 1970-е годы Н. Н. Ченцов (в соавторстве с Е. А. Морозовой), переходит к исследованиям в некоммутативной теории вероятностей, где применил свой категорно-геометрический подход к проблемам квантовой статистики. Была показана неполнота системы операций квантовой логики Биркгофа-фон Неймана, найдена полная система, построена эргодическая теория для квантовых цепей Маркова, описан класс инвариантных монотонных римановых метрик в пространстве квантовых состояний.
Вся научная жизнь Н. Н. Ченцова связана с ИПМ РАН. С 10 марта 1959 по 19 октября 1966 год работал учёным секретарём ИПМ. С 14 июня 1988 года — заведующий Отделом.
Скончался в 1992 году после тяжёлой болезни. Похоронен на Введенском кладбище (26 уч.).

## Научно-просветительская работа
Внёс большой вклад в увековечение памяти М. В. Келдыша. Организатор и первый директор (на общественных началах) Кабинета-музея М. В. Келдыша в ИПМ, участвовал в подготовке и издании «Избранных трудов» М. В. Келдыша, в создании двух документальных фильмов о нём, автор большого числа статей для научных и общественных изданий, посвящённых М. В. Келдышу.

## Семья
Жена — Морозова Елена Александровна (1928—2020), доцент механико-математического факультета МГУ

## Память
Надгробие Н. Н. Ченцова на Введенском кладбище